# Ctenogobiops formosa
Ctenogobiops formosa é uma espécie de peixe da família Gobiidae e da ordem Perciformes.

## Morfologia
- Os machos podem atingir 4,6 cm de comprimento total e as fêmeas 4,07.[4]

## Habitat
É um peixe marítimo, de clima subtropical e associado aos recifes de coral que vive entre 9-12 m de profundidade.

## Distribuição geográfica
É encontrado em Taiwan.

## Observações
É inofensivo para os humanos.